# M4 High-Speed Tractor
M4 High-Speed Tractor byl americký dělostřelecký tahač z doby druhé světové války. 
Stroj byl vyvinut na podvozku tanku M3 Stuart. Jako pohon sloužil šestiválcový benzínový motor 145GZ nebo F817G Waukesha. Maximální hmotnost přepravovaného přívěsu mohla činit až 14 tun. Traktor byl schopen sjíždět svahy o náklonu 30°. Kapacitně pojal až 12 osob. Byl opatřen navijákem schopným utáhnout až 10 tun.
Dělostřelecký traktor M4 byl v USA užíván v letech 1943–1960. Celkem bylo v letech 1943–1946 vyrobeno 5500 kusů. Po druhé světové válce byl dodán do Japonska, Brazílie, Německa, Jugoslávie, Nizozemska a Pákistánu. Sloužil nejen pro armádu, ale i v civilním sektoru jako odtahové a záchranné vozidlo.

## Technické údaje
- Osádka: 1 + 11 osob
- Hmotnost: 14 300 kg
- Délka: 5230 mm
- Šířka: 2460 mm
- Výška: 2515 mm
- Motor: Waukesha 145 GZ
- Výkon motoru: 210 hp
- Max. rychlost: 53 km
- Výzbroj: 1 kulomet ráže 12,7 mm